# Силян Пардов
Силян Тодоров Пардов, наречен Лубен, е български революционер, лерински войвода на Вътрешната македоно-одринска революционна организация.

## Биография
Пардов е роден в 1857 година в Цер, Битолско, тогава в Османската империя. Внук е на Йоан Пардов, участник в гръцкото въстание и в критските бунтове. Силян Пардов завършва основно училище. Заминава на гурбет в Румъния в 1897 година, където работи като фурнаджия в град Драгашани.
Пардов образува чета със свои пари в началото на 1903 година и на 2 февруари минава границата при Цървена ябълка заедно с четата на Стоян Бъчваров. След това четата заминава за Радовишко и оттам по канал през Вардара за Битолско, където пристига през март. Четата е от 30-35 души и Пардов я въоръжава на собствени разноски в България. Сред четниците са Велян Фиданов, Ангел Кокарев, Китан Йошев, Стоян Кацев, Спиро от Цер, а останалите четници са от Железнец. Определен е от Георги Сугарев да бъде войвода в района на Железнец, но поради недоволствие от страна на Йордан Пиперката е преразпределен за войвода на Буф, Леринско, като част от четата му се влива в тази на Димитър Дечев. На 28 май 1903 година четата е предадена от шпиони и ден по-късно в битка с турски аскер загиват войводите Георги Папанчев, Евстрати Дачев, Васил Попов и Силян Пардов, и 13 четници в Баница, Леринско. Погребани са в двора на църквата „Свети Никола“, разположена в края на селото. След като Баница попада в Гърция в 1913 година, гробът им е заличен от гръцките власти.